# 강경숙
강경숙(姜景淑, 1967년 5월 2일~)은 대한민국의 교수 출신 정치인이다. 제22대 국회의원이다.
1967년 전라북도 남원시에서 출생하였으며, 이화여자대학교에서 학사부터 석사, 그리고 박사를 졸업하였다. 특수교육학과 분야에서 교육자로 활동하였으며, 교육부, 장애인정책조정위원회, 원광대학교 등에서 활동하였다. 22대 총선에서 조국혁신당 비례대표로 출마하여 당선되었다.

## 학력
- 동명여자고등학교 졸업
- 이화여자대학교 사범대학 특수교육학과 학사
- 이화여자대학교 교육대학원 영어영문과 석사
- 이화여자대학교 대학원 특수교육학과 박사

## 경력
- 교육부 국립특수교육원 교육연구사
- 교육과학기술부 교원양성기관 평가위원
- 미국 워싱턴 대학교 특수교육과 연구교수
- 전라북도교육청 지방보조금심의위원회 위원
- 대통령직속 국가교육회의 제1기 위원
- 대통령직속 지역발전위원회 평가위원
- 유네스코 한국위원회 교육분과 집행위원
- 원광대학교 장애학생지원센터장
- 원광대학교 중등특수교육학과 교수[1][2][3]
- 제21대 더불어시민당 비례대표 후보[4]
- 2020. 4. 10. 대한민국 제22대 국회의원 선거 당선(비례대표, 조국혁신당, 초선)[5][6]
- 2024. 5.~ 2025. 5. 조국혁신당 원내부대표
- 조국혁신당 교육개혁특별위원회 위원장
- 조국혁신당 여성위원회 위원장
- 조국혁신당 서울특별시당 은평구 지역위원회 공동위원장

### 의정 활동
- 2024년 5월 30일~: 제22대 국회의원(비례대표, 조국혁신당, 초선)[7]
  - 2024년 6월~: 제22대 국회 전반기 교육위원회 위원

## 역대 선거 결과
|  | 33.35% |

|  | 24.25% |

## 같이 보기
- 대한민국 제22대 국회의원 선거 조국혁신당 후보 목록#비례대표